# Neonesidea kaunaiensis
Neonesidea kaunaiensis is een mosselkreeftjessoort uit de familie van de Bairdiidae. De wetenschappelijke naam van de soort is voor het eerst geldig gepubliceerd in 1976 door Holden.